# Borth
Borth ist ein Ortsteil und Stadtbezirk im Norden der niederrheinischen Stadt Rheinberg. Borth bildete von 1951 bis zur kommunalen Neugliederung im Jahre 1975 eine eigenständige Gemeinde, der außerdem die Orte Wallach und Ossenberg angehörten, welche heute gleichfalls zu Rheinberg gehören.

## Geschichte

Lage der Gemarkung Borth in Rheinberg

Das Gebiet des Ortes gehörte ursprünglich zum Herzogtum Kleve, fiel jedoch im Rahmen der jülich-klevischen Erbstreitigkeiten im Jahre 1614 an Preußen. Der seinerzeit zur Gemeinde Borth gehörende Ortsteil Ossenberg stand, nachdem die Linie der Herren von Ossenberg ohne Nachfahren geblieben waren, unter Doppelregentschaft der Herzöge von Kleve und der Grafen von Moers.
Die Borther Kirche St. Evermarus entstand um 1300 etwa zur selben Zeit wie das Schloss Ossenberg. Das Ossenberger Schloss wurde, bis der letzte Graf Berghe von Trips starb, der keinen direkten Erben mehr hatte, von ihm bewohnt. Der eigentliche Erbe des Anwesens wäre der als Autorennfahrer bekannt gewordene Wolfgang Graf Berghe von Trips gewesen, der nach einem schweren Rennunfall 1961 verstorben ist. Wolfgang Graf Berghe von Trips verbrachte einige Zeit seiner Jugend auf diesem Anwesen.
Seit 1992 wird das Schloss vom Herzog von Urach mit seiner Gattin bewohnt. Es finden dort wieder umfangreiche Restaurierungsarbeiten statt.
Es wurde von einem Gremium im ehrenamtlichen Einsatz die Schlosskapelle umfangreich restauriert und somit vor dem Verfall gerettet. Heute ist diese kleine Kapelle ein beliebter Ort für Hochzeitsfeiern im Kreis Wesel. Mit einem Altar, der alten Orgel und vielen wertvollen alten kirchlichen Einrichtungen ist sie äußerst sehenswert.
Die ehemalige Gemeinde Borth war in den 1950er und 1960er Jahren durch das Steinsalzbergwerk eine der reichsten Gemeinden in Deutschland. Ein in dieser Zeit entstandenes Hallenbad, voll kanalisierte Ortsteile in Borth, Wallach und Ossenberg mit schönen Straßen waren das Aushängeschild der Gemeinde in den 1960er Jahren.
Das Gebiet der ehemaligen Gemeinde Borth, das auch die Ortsteile Wallach und Ossenberg umfasste, wurde am 1. Januar 1975 im Rahmen der kommunalen Neugliederung mit der Stadt Rheinberg vereint.

## Wappen, Siegel und Banner
Die Gemeinde Borth führte bis zu ihrer Eingemeindung ein Wappen, ein Siegel sowie ein Banner. Das Recht zum Führen der modernen Hoheitszeichen wurde der Gemeinde Borth am 24. September 1959 verliehen.

Wappen
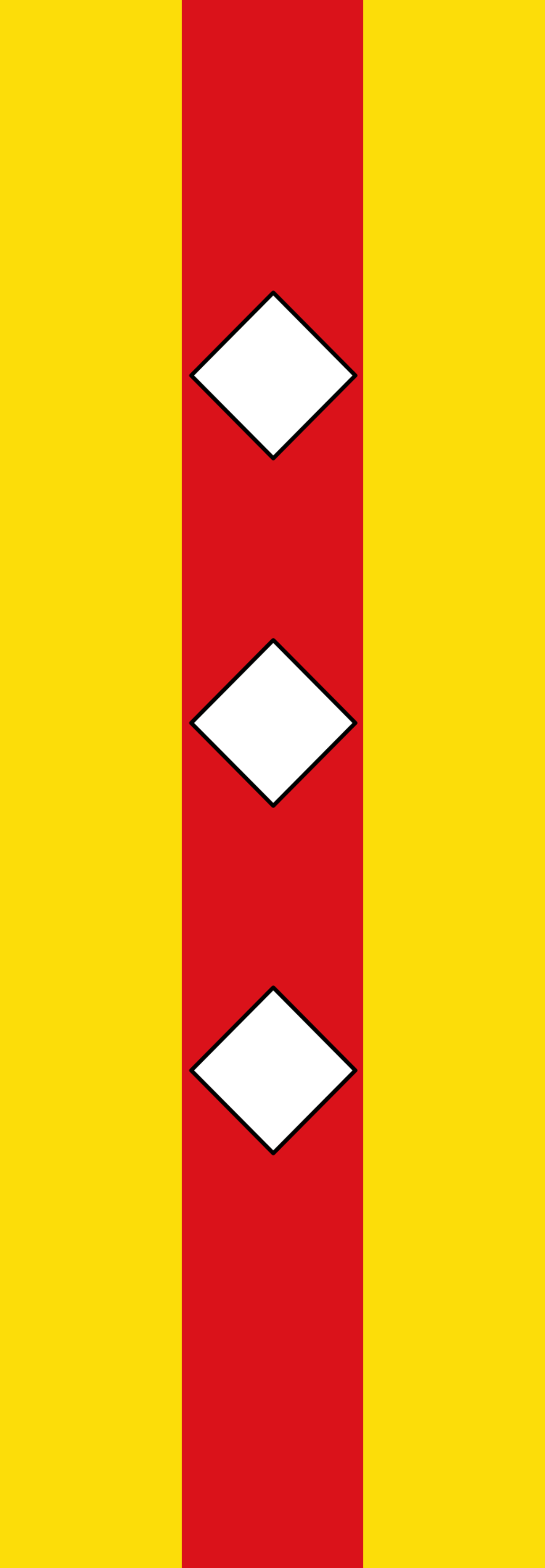
Banner

Wappen: Blasonierung: Im goldenem (Gelb) Schilde ein roter Pfahl, belegt mit drei silbernen (weißen) auf die Ecke gestellten Würfeln.
Bedeutung: Rot und Gold sind die Farben des früheren Herzogtums Kleve, zu welchem Borth und Wallach als Enklave gehörten. Zum anderen ist Gold die Schildfarbe der Grafschaft Moers, von der Schloß und Weiler Ossenberg als Lehen abhängig waren. Die drei Würfel stehen für die Orte der Gemeinde – Borth, Ossenberg und Wallach – und stellen Salzkristalle dar. Sie weisen auf den Salzbergbau in Borth hin.
Siegel: Das Siegel der ehemaligen Gemeinde Borth basiert auf dem Wappen Borths und war mit dem Schriftzug „Gemeinde Borth“ versehen.
Banner: Das Banner der ehemaligen Gemeinde Borth ist in gelb, rot, gelben Tuchbahnen gestreift und trägt im roten, mittlerem Tuchbanner dieselben drei weißen Würfel, wie sie auch im Wappen Verwendung finden.

## Salzbergwerk
Das 230 Millionen Jahre alte Steinsalz in Borth und Umgebung wurde ab 1906 bergmännisch durch die Firma Deutsche Solvay-Werke erschlossen, die hier das Salzbergwerk Borth errichtete. Nach einem folgenschweren Unfall untertage mit mehreren Toten zum Beginn der Bergbautätigkeit und vielen weiteren Schwierigkeiten dauerte es noch sechzehn beziehungsweise zwanzig Jahre, bis die Schächte fertiggestellt und das Salz bergmännisch abgebaut werden konnte. Heute ist das Salzbergwerk das größte seiner Art in Europa.

## Wirtschaft
In Borth ist mit esco, vormals Solvay, ein bedeutendes Salzbergbau-Unternehmen ansässig. Das Bergwerk wurde 1906 mit der Absicht der Steinkohlegewinnung, die auch bis 1926 gefördert wurde, errichtet. 1930 wird das Bergwerk endgültig auf die Gewinnung von Steinsalz ausgerichtet.
In Ossenberg besteht ein Rheinhafen, der vor allem der Verschiffung des Salzes aus dem Steinsalzbergwerk, sowie der Anlieferung von Kalksteinen (Sodaherstellung) dient. Etwa ein Kilometer außerhalb des Ortes verläuft die Trasse einer Industriebahn, die den Hafen mit dem Steinsalzbergwerk verbindet.
An den überörtlichen Straßenverkehr ist Borth durch die Bundesstraßen 57 (Aachen-Kleve) und 58 (Geldern–Münster) angebunden.
Nächsterreichbare Eisenbahnlinie ist die Strecke Duisburg-Xanten der RheinRuhrBahn am Bahnhof Alpen, die über den Bahnhof Duisburg einen Anschluss an das europäische Bahnnetz gewährleistet, nächstgelegene Flughäfen sind Düsseldorf International sowie der Airport Weeze.

## Persönlichkeiten
- Ursula Kamizuru (1953–2008), Tischtennisspielerin; lebte zuletzt in Borth und wurde dort beigesetzt

## Belege
1. ↑  Statistisches Bundesamt (Hrsg.): Historisches Gemeindeverzeichnis für die Bundesrepublik Deutschland. Namens-, Grenz- und Schlüsselnummernänderungen bei Gemeinden, Kreisen und Regierungsbezirken vom 27.5.1970 bis 31.12.1982. W. Kohlhammer, Stuttgart / Mainz 1983, ISBN 3-17-003263-1, S. 296 (Statistische Bibliothek des Bundes und der Länder [PDF; 41,1 MB]).
2. 1 2 3 4 5  Hermann Habben: Wappen, Siegel und Flaggen im Kreise Moers. Hrsg.: Verlag Sattler & Koss. Rheinberg 1962.